# Зубицький Володимир Данилович
Володи́мир Дани́лович Зуби́цький (* 2 березня 1953, с. Голоскове Миколаївської обл.) — український композитор, баяніст (баяніст), диригент, педагог. Син лікаря-травозная, батько флейтиста Станіслава Зубицького.

## Біографічні відомості
Народився у сім’ї лікаря-фітотерапевта. 
1968 закінчив Криворізьке музичне училище (тепер Криворізький обласний музичний коледж), клас баяна М. Потапова; 
1971 — Музичне училище імені Гнесіних, клас баяна В. Мотова, (м. Москва, тепер РФ); 
1976 — закінчив Київську консерваторію як баяніст (клас проф. Володимира Бесфамільнова, 1976) як композитор (клас проф. М. Скорика, 1977) та як симфонічний диригент у проф. Володимира Кожухаря та Вадима Гнєдаша (1979).
З 1978 — член Спілки композиторів УРСР (тепер Національна спілка композиторів України).
1976–1979 працював солістом Укрконцерту (м. Київ), дав понад 200 концертів у містах СРСР та країнах зарубіжжя. З 1980 — соліст Держконцерту СРСР, гастролював і проводив майстер-класи в Польщі, Франції, Німеччині, США тощо.
Голова секції молодих композиторів Спілки композиторів УРСР (1984–1988), президент Асоціації баяністів та акордеоністів України (1988–1998).
З 1995 мешкає в Італії. Веде активну творчу, концертну, викладацьку діяльність. Викладає на міжнародних курсах акордеоністів у Бельгії, Болгарії, Італії, Німеччині, Польщі, США, Чехії.
Як баяніст і диригент виступає з концертними програмами з провідними оркестрами України — Національним ансамблем солістів «Київська камерата», Академічним камерним оркестром «Віртуози Львова», а також з оркестрами інших країн. Співпрацює з Тамбовським державним музично-педагогічним інститутом ім. С. В. Рахманінова в галузі концертно-виконавської діяльності, арт-проектів та освітніх програм: концерти, майстер-класи, семінари, курси та конференції (2005, 2014).
Також виступає як диригент з виконанням власних творів.
Мешкає в Італії

## Творчий доробок
Серед його творів — 3 опери (найвідоміші — «Палата № 6» (за А. Чеховим) «Чумацький шлях», 1983); 2 балети: «Задунайські жарти» (1985, лібрето В. Літвінова і К. Єременко) і «Гей, музики!» (балет-феєрія, 1987, лібрето В. Літвінова і О. Балабана; прем’єра 1998; кантати-симфонії «Чумацькі пісні» (1982, на народні слова), «Океан долі» (1986, на вірші Шарля Бодлера); десять симфоній; камерні симфонії; твори для оркестру українських народних інструментів, для баяна; 
Практично всі оркестрові і камерні твори мають програмні назви фабульного, концептуального характеру. Виняток становлять лише деякі твори камерного формату для різних виконавських складів: Струнні квартети (№1, 1978 і № 2, 1990), Концерт для скрипки і струнного оркестру № 1 (1989), «Сюїта» для фортепіано (1975–1978), «Камерна сюїта» для гітари (1988), «Соната пам’яті К. Мяскова» для бандури (2000), Концертні партити в стилі джазової імпровізації (№ 1,1978 і № 2, 1990), обидві — для баяна соло тощо. За винятком симфонії № 1 (1977), всі інші 9 мають програмну назву: для великого симфонічного оркестру — № 2 «Sinfonia concertante» (1979), № 3 «Drammatica» (1980), № 4 «Lacrimosa» (1989); симфонії для солістів, хору та симфонічного оркестру — «Чумацькі пісні» на тексти українських народних балад та історичних пісень для солістів, мішаного хору та симфонічного оркестру (1982), симфонія-реквієм «Океан доль» на вірші Ш. Бодлера для солістів, двох мішаних хорів, соліста-баяніста і симфонічного оркестру (1986), великий вокально-симфонічний цикл «Україна» — «Щедрик» (2014), «Червона калина» (2016), «Земле моя» (2018), «Пливе кача» (2019), «Покрова Богоматері», «Пам’яті М. Леонтовича» (обидва — 2021) для солістів, мішаного хору та симфонічного оркестру; 4 камерних — № 1 «Lugubre» (1983), № 2 «О, цей світ!» (1984) за поемою А. Рембо, № 3 «Пам’яті Лятошинського» (1985), № 4 «Sinfonia robusta» (1987).
Його «Карпатська Сюїта», «Концертні партити» № 1 та № 2, «Болгарський щоденник» та Соната № 2 «Слов'янська» увійшли до програм провідних виконавців
У 1986 році був нагороджений премією Ленінського комсомолу УРСР.

## Нагороди та визнання
Заслужений діяч мистецтв України (з 1992), почесний професор Київського інституту культури (з 1986), інших інститутів
Лауреат премії ім. М. Лисенка (1993), премії ім. B. Лятошинського, премії ім. M. Чюрленіса (обидві — 2012), премії М. Островського (1984), премії М. Леонтовича (2021). 
Завоював «Кубок світу» (1975) на конкурсі Міжнародної конфедерації баяністів-акордеоністів у м. Гельсінкі (Фінляндія).
Лауреат 3-ї премії Міжнародного конкурсу композиторів у м. Білостоці (Польща; 1985) за маленький реквієм «Сім сльозин», 3-ї премії міжнародного конкурсу композиторів імені І. і М. Коців (1991) у рамках «Київ музик фесту» (Україна), лауреат Міжнародного конкурсу композиторів «Акко-2000» (Фінляндія) за «Фатум-сонату» для трьох баянів (2000).
Нагороджений орденом «Жива легенда» Всесвітньої асоціації акордеоністів (2013).
Як баяніст був нагороджений «Coupe mondiale» IMC-UNESCO за виконання мініатюри-реквієму «Сім сльозин» на Міжнародному Конкурсі баяністів і акордеоністів в Гельсінкі (Фінляндія, 1975).
На Міжнародному конкурсі композиторів у Польщі (1985) його було нагороджено третьою премією за реквієм «Sette lacrime».
У 1986 році був нагороджений премією Ленінського комсомолу УРСР